# Hundimiento del suelo de Maceió
El hundimiento del suelo de Maceió es un proceso geológico antropogénico en curso, que afecta la ciudad de Maceió, capital del estado brasileño de Alagoas. La ciudad sufre un lento proceso de hundimiento del suelo que provoca el desgaste de diversas estructuras, como calles, viviendas y la infraestructura urbana. Unas 50.000 personas ya fueron obligadas a abandonar sus hogares y propiedades. Distritos enteros están bajo amenaza de destrucción, por ejemplo, los de Pinheiro, Bom Parto, Mutange, Bebedouro y parte de Farol.

## Historia y causas
La causa del hundimiento se atribuye al impacto de cuatro décadas de explotación del suelo para extraer sal gema, mineral utilizado para la manufactura de artículos como soda cáustica y PVC, por parte de la empresa Braskem. Las primeras grietas en el suelo fueron identificadas en el distrito de Pinheiro, en febrero de 2018, tras fuertes lluvias. Dos semanas después, el asfalto de algunas calles cedió y las grietas en los edificios aumentaron tras la ocurrencia de un temblor de tierra.
Investigadores de la Universidad Federal de Alagoas (UFAL) vienen señalando el riesgo de hundimiento del suelo en Maceió debido a la actividad minera desde al menos 2010, y las advertencias ya habían sido lanzadas treinta años antes, en la década de 1980, por dos profesores de la universidad.
Un año después de estos episodios, en mayo de 2019, el Servicio Geológico de Brasil (CPRM), organismo de investigación vinculado al Ministerio de Minas y Energía del gobierno federal de Brasil, confirmó la relación entre el hundimiento del suelo y las actividades mineras de la empresa, en un informe presentado en el Tribunal Federal en Alagoas. Durante todo el período de operación, la empresa exploró 35 minas y, con el tiempo, algunas de ellas terminaron fusionándose en cavidades de más de 100 metros de ancho.
Según el estudio, la explotación de la sal de roca se llevó a cabo de forma inadecuada, desestabilizando cuevas subterráneas preexistentes y provocando grietas. En esa época, la zona de riesgo, que hasta entonces se consideraba concentrada en el distrito de Pinheiro, fue ampliada para los distritos de Mutange y Bebedouro. Más adelante se identificarían nuevas áreas.
El 30 de noviembre de 2023, la ciudad de Maceió decretó estado de emergencia en el municipio por 180 días debido al "inminente colapso" de una mina de Braskem en la zona de la Laguna de Mundaú, en el barrio de Mutange.

## Población afectada
No hay datos precisos sobre el número de personas afectadas por el desastre del hundimiento del suelo. En mayo de 2022, la Alcaldía de Maceió realizó una reunión con el Instituto Brasileño de Geografía y Estadística (IBGE) para solicitar apoyo en la recolección y cruce de información con otros órganos de la Administración Municipal.
Se estima que 55.000 personas hayan sido afectadas desde 2018, entre residentes y comerciantes, y 14.000 propiedades condenadas en los cinco distritos afectados: Bebedouro, Bom Parto, Farol, Mutange y Pinheiro. En las estimaciones más recientes, la Alcaldía de Maceió menciona 64 mil personas.
Los problemas causados por el hundimiento, que incluyen temas ambientales, sociales y económicos, son amplios y aún están siendo estudiados. Además de la insatisfacción con los acuerdos propuestos por Braskem, los habitantes aún experimentan un crecimiento acelerado en la población de gatos callejeros y mosquitos; algunos se niegan a abandonar las zonas de riesgo, que se actualizan periódicamente en los mapas oficiales de la Alcaldía desde 2019.

## Daño al patrimonio histórico

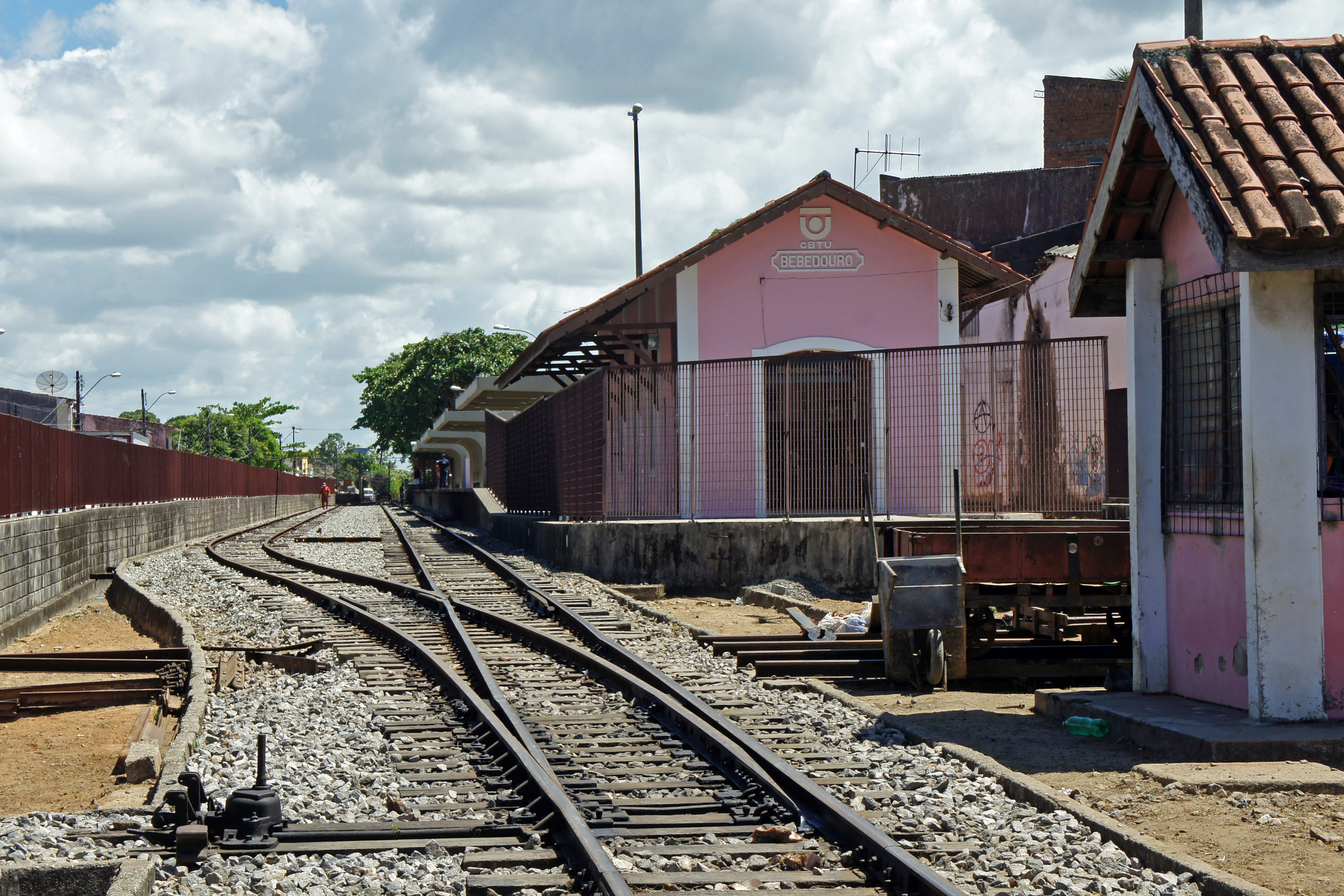
Estación en el distrito de Bebedouro, en Maceió, una de las más antiguas de la ciudad y la región más afectada por el hundimiento

El distrito de Bebedouro, uno de los afectados por el hundimiento, es uno de los más antiguos de Maceió, con casi 200 años.  Allí se ubican edificios catalogados por los institutos estatales y municipales de patrimonio histórico, tales como:
- Solar Nunes Leite, propiedad construida entre 1870 y 1890 por el comendador Jacintho Nunes Leite.[12]
- Asylo das Órphans Desvalidas de Nossa Senhora do Bom Conselho, construido en 1877 para albergar a los huérfanos de la Guerra del Paraguay y que funcionó como escuela pública hasta el inicio del proceso de hundimiento;[2]
- Iglesia de Santo Antônio de Pádua, construida en 1873 por el comendador Jacintho Nunes Leite, que permanece abierta, aunque esté en una zona de riesgo.[13][14]

La Alcaldía de Maceió hizo un levantamiento inicial de 20 ubicaciones con inmuebles de interés histórico entre los diferentes barrios afectados, pero aún no lo ha hecho público. Braskem también afirma que está realizando un estudio sobre la situación del patrimonio histórico afectado.

## Respuesta de las autoridades
Tras la presentación de un informe del Servicio Geológico Federal, el gobierno federal reconoció, el 28 de mayo de 2019, el estado de calamidad pública en Maceió, facilitando la posibilidad de apoyo financiero y técnico a la región. La Alcaldía ya había decretado la situación de calamidad meses antes, en marzo de 2019.
El 30 de diciembre de 2019, se firmó un convenio entre el Ministerio Público del Estado de Alagoas (MPE-AL), la Defensoría Pública del Estado de Alagoas (DPE-AL), el Ministerio Público Federal (MPF), la Defensoría Pública de la Unión (DPU) y la empresa minera Braskem. El documento, denominado “Acuerdo de Apoyo en el Desalojo de Zonas de Riesgo”, tiene como objetivo establecer parámetros para la reubicación de los vecinos, además de indemnizaciones económicas para los afectados y propietarios de los distritos amenazados.
La Alcaldía de Maceió creó la Oficina de Gestión Integrada para la Adopción de Medidas para Combatir los Impactos de la Sustitución de Barrios (GGI Bairros, en la sigla en portugués), a través del Decreto 9.037 del 6 de enero de 2021. El órgano tiene, entre otras funciones, la atribución de escuchar y dialogar con los actores involucrados en el proceso y demás autoridades e instituciones públicas.
En octubre de 2019 se instaló una Comisión Externa en el Congreso Nacional de Brasil para monitorear los daños causados por el hundimiento y se realizaron audiencias públicas y visitas oficiales a la región.

## Acciones judiciales
Braskem no admite oficialmente ser responsable de la causa del desastre, pero ya firmó un acuerdo en la Corte de Alagoas que prevé el pago de más de 12 mil millones de reales para indemnizaciones a residentes y comerciantes, además de la reubicación de instalaciones públicas como escuelas y unidades de salud.
Un grupo de habitantes de Maceió, representados por tres oficinas de abogados, presentó una demanda contra Braskem en los Países Bajos, más precisamente en la ciudad de Róterdam, alegando que la compensación ofrecida por la empresa no cubre todos los daños. El 17 de mayo de 2022, los residentes de las áreas afectadas fueron escuchados por el Tribunal de Distrito de Róterdam.
El 21 de septiembre de 2022, el Tribunal se declaró competente para conocer de la causa y admitió la acción contra la petroquímica, ya que tres de sus filiales operan en territorio holandés.